# Myrmeleon fasciatus
Myrmeleon fasciatus — вид сітчастокрилих комах родини мурашиних левів (Myrmeleontidae).

## Поширення
Вид поширений у піщаних пустелях Північної Африки та Західної Азії. Знайдений також на Кіпрі та Сокотрі.